# 観月環
観月 環（みづき たまき）は日本の気功家。一般社団法人和気道代表、観月流和気道創位。薬剤師。

## 概要
名城大学薬学部薬学科卒業。
「気」を生活の中に取り入れた気的生活を提案し、人生をグレ－ドアップさせるための方法としての、気の活用法を開発。
薬剤師免許取得後、漢方、整体、気功、アーユルヴェーダなどの各種健康法を研究し、自ら実践。
音と気の融合に着目した「音氣法」は、医療・美容の分野で高い評価を受ける。
「氣」を生活に取り入れた「氣的生活」を提案し、人生をグレードアップさせるための方法として「氣」の活用法「和気道メソッド」を開発。
観月流和気道の受講生は10万人を超え、全国各地で講演会の傍ら、数多くの大手企業にて企業戦略としての「氣」の活用セミナーを行い高い評価を受けている。
ビジネス面のみならず、スポーツ選手などのメンタルトレーニング子供の能力開発、健康増進などさまざまな分野で「氣」の指導にあたる。
観月流和気道は海外にも支部があり、全世界にファンを持つ。近年では、音の力を活用した「音氣法」を開発しヒーリングコンサートの開催やオルゴールのプロデュースも手掛けている。

## 音氣法について
特別な音により体内の氣を高める和気道オリジナルメソッドであり、2008年に日本スピリチュアル学会で研究発表と実演を行い高く評価された。
観月環の声にも特異性があり、1/fの揺らぎ成分と高周波・超音波が計測されており、癒し効果＋心身活性化効果で、究極の瞑想誘導を実現している。
宇宙音＋観月環の声の特別音源は日本音響研究所により作成されている。

## 経歴
- 1993年3月 - 日本医療気功協会設立
- 1993年4月 - スポーツ・カルチャーセンターにて気功指導開始
- 1994年10月 - 株式会社ワコールにて企業研修開始
- 1995年2月 - 阪神・淡路大震災復興支援活動として芦屋にてボランティア気功教室開催
- 1997年5月 - 通信教育講座「観月環の気功講座」開講
- 1998年5月 - 芦屋ルナホールにて「気と笑いとくつろぎのちゃりてぃ・たいむ」開催
- 2004年4月 - 「生きる価値を高めるセミナー」スタート
- 2004年11月 - メキシコ支部　メキシコシティに設立・ メキシコシティ・パナメリカナ大学にて講演
- 2005年4月 - 「観月流和気道」へ改称　　ロンドン支部設立
- 2007年6月 - 「水無月・瞑想コンサート」開催
- 2008年7月 - 「オーロラコンサート」於　ヤクルトホール
- 2009年6月 - ITC日本リージョン　堺東クラブ特別例会にて講演
- 2009年7月 - 「一瞬で幸せになるコンサート」於　よみうりホール
- 2010年12月 - 「コスモサウンドコンサート」於　九段会館
- 2011年5月 - 東日本大震災復興支援講演　於福岡アクオスホール
- 2012年3月 - 第2回芦屋文化検定出演／芦屋市・芦屋市教育委員会主催
- 2012年4月 - MIZUKI SALON南青山オープン
- 2012年6月 - 夙川大学にて講演
- 2012年12月 - 一般社団法人和気道へ名称変更

## セミナー
松下電器・ワコール・NEC・三菱・グンゼ・大和ハウス・パソナなどで企業戦略としての気の活用術セミナー開催

## 主な著書
- 「21世紀の健康法「氣」」／棋苑図書
- 「オフィスで氣を上手に使う」／サンマーク出版
- 「いい気分の見つけ方」文芸社
- 「ママと赤ちゃんの絆を深めるCDブック」／サンマーク出版
- 「聴くだけで幸せになるCDブック」／ぜんにち出版
- 「潜在美力」／ぜんにち出版
- 「和気道」／ぜんにち出版
- 「一瞬で美しくなるキレイ曼荼羅」／PHP研究所
- 「CD聴くだけダイエット」／PHP研究所
- 「愛と幸せを呼ぶモーツァルトの魔法」／経済界
- 「もっと楽になる生き方」／経済界
- 「ヒーリングハワイ」／主婦と生活社
- 「聴くだけでツキを呼ぶ魔法のCDブック」／マキノ出版
- 「聴くだけで涙があふれる心の浄化CDブック」／マキノ出版
- 「聴くだけで夢が叶う月の瞑想CDブック」／マキノ出版
- 「一瞬で幸せをよぶCDブック」／マキノ出版・ムック
- 「4つのハート」／マキノ出版
- 「氣のアンテナをたてて夢を叶える本 」／マキノ出版
- 「願いを叶える7つの物語CDブック」／総合法令
- 「元気になれるCDブック」／総合法令
- 「恋が叶う CDブック」／総合法令
- 「お金持ちになれるCDブック」／総合法令
- 「癒されるCDブック」／総合法令
- 「成功者になれるCDブック」／総合法令
- 「美しくなれるCDブック」／総合法令
- 「好かれる人になれるCDブック」／総合法令
- 「宇宙マインドで極上の人生を手に入れる方法」／総合法令
- 「たったひと息で自分を取り戻す魔法の呼吸」／大和書房
- 「お金持ちになれる魔法のエネルギーの使い方」／毎日コミュニケーションズ
- 「魂の原点に帰る書き込み式ワークブック」／マガジンハウス
- 「宇宙マインドで最幸の自分になる方法」／総合法令
- 「一週間で氣を高め体と心を元気する方法」／総合法令